# Music from the Pink Panther and Other Hits
Music from the Pink Panther and Other Hits è un album discografico a nome Living Guitars, pubblicato dalla casa discografica RCA Camden Records nel maggio del 1964.

## Tracce

### LP
Lato A
1. The Pink Panther Theme – 3:00 (Henry Mancini)
2. It Had Better Be Tonight – 2:10 (Henry Mancini)
3. The Tiber Twist – 2:16 (Henry Mancini)
4. It Hurst Me – 2:35 (Joy Byers, Charlie Daniels)
5. My Bonnie Lies Over the Ocean – 2:53 (Irv Carroll)

Lato B
1. Java – 2:00 (Allen Toussaint, Alvin Tyler, Freddy Friday)
2. My Heart Belongs to Only You – 8:20 (Dorothy Daniels, Frank Daniels)
3. Bluesette – 2:23 (Jean Thielemans)
4. Love with the Proper Stranger – 2:25 (Elmer Bernstein)
5. Wives and Lovers – 2:23 (Burt Bacharach)

## Musicisti
- Al Caiola - chitarra
- Altri musicisti non accreditati

Note aggiuntive
- Ethel Gabriel - produttore
- Registrato presso RCA Victor's Studio A, New York City, New York
- Bob Simpson - ingegnere delle registrazioni[2]